# أتشغاه (أردبيل)
أتشغاه هي قرية في مقاطعة سرعين، إيران. عدد سكان هذه القرية هو 1,049 في سنة 2006.